# Isabelle Vernet
Pour les articles homonymes, voir Vernet.
Isabelle Vernet est une cantatrice française (soprano dramatique), née le 7 octobre 1966 à Vichy.
Elle se produit sur les plus grandes scènes internationales d'opéra (Amsterdam, Vienne, Chicago, Buenos-Aires, Paris, Londres, Toronto, …) et partage la scène avec les solistes les plus prestigieux (Placido Domingo, Barbara Hendrix, Roberto Alagna, Natalie Dessay, José Van Dam, Sumi Jo, …) sous la direction des plus grands chefs ( Lorin Maazel, Michel Plasson, Armin Jordan, Sylvain Cambreling, William Christie....).
Elle est invitée par les grands festivals (Edinburgh, Aix-en-Provence, Salzburg, Oviedo, …) et a participé à de nombreuses émissions de télévision (Eve Ruggieri, Jacques Chancel, Jacques Martin, Alain Duault, Frédéric Lodéon, ...)

## Biographie
Isabelle Vernet étudie au Conservatoire National Supérieur de Musique de Paris où elle est l’élève de Régine Crespin. Elle y obtient le premier prix en oratorio, opéra et art lyrique.
Sa première prestation sur une scène internationale a lieu au Grand Théâtre de Genève dans le rôle de Métella dans La Vie Parisienne. Puis, elle chante le rôle-titre de l’opéra Pénélope  à l’Opéra de Nantes (1990), et le reprendra au Théâtre des Champs-Elysées, Donna Elvira dans Don Giovanni à l’Opéra de Lyon, Chimène dans Le Cid à Chicago, Giulietta dans les Contes d’Hoffmann pour l’ouverture de l’Opéra de Lyon, Didon dans Les Troyens au Capitole de Toulouse et à l’Opéra d’Athènes et le rôle-titre d’Alceste à l’Opéra Bastille (1994).
Elle est invitée à l’étranger pour chanter Freia dans Das Rheingold, Gutrune et la troisième Norne dans Der Götterdämmerung à l’Opéra de Francfort, Le rôle-titre dans Iphigénie en Tauride et Marianne dans Der Rosenkavalier sous la direction de Lorin Maazel au festival de Salzbourg et le rôle titre d’Ariadne auf Naxos  à l’Opéra de Toronto (1995).
Parallèlement, sa carrière française continue avec les rôles de Madame Lidoine dans  Le Dialogue des Carmélites à l’Opéra de Bordeaux, Boulotte dans Barbe bleue à Montpellier et Marguerite dans La Damnation de Faust à l’Opéra de Nancy et de Lille. Elle reprend le rôle d’Alceste à Glasgow, Newcastle, Edinburgh et Nice. Elle est Antigone dans Œdipe à Amsterdam (1996), puis Phèdre dans Hippolyte et Aricie à l'Opéra Garnier à Paris qu'elle donnera ensuite en tournée avec les Arts Florissants dirigés par William Christie en France, à New-York et à Vienne.
Sa verve comique trouve à s'exprimer dans les opérettes de la grande époque : elle est le rôle-titre dans La Grande Duchesse de Gerolstein à Toulouse et Bettina dans La Mascotte  à Montpellier, Toulouse, Marseille et à l’Opéra-Comique (2000). Puis elle est  Desdemona dans Otello à Düsseldorf, Leonore dans Il Trovatore à Montpellier, Sîta dans Le Roi de Lahore à Bordeaux et à Saint-Etienne, Selika dans L’Africaine à l’Opéra du Rhin, Vittelia dans La Clemenza di Tito à Saint-Etienne et en tournée en Grande-Bretagne et Elettra dans Idomeneo à Toronto. Enfin, elle chante les rôles titres d’Iphigénie en Tauride à Marseille et d’Ariane et Barbe-Bleue au Festival de Prague.
Puis elle fut Marthe dans Faust à Avignon et Reims, l’Opinion Publique dans Orphée aux Enfers à Bordeaux, Gertrude dans Roméo et Juliette à Avignon et Marseille, Honorine dans Marius et Fanny  à Marseille (2007) et Mme Peachum dans L'opéra de quat' sous à Toulon, Metz, Reims et Tours.
Grande interprète de mélodie française et de Lied, elle a donné des récitals dans les plus grandes salles : Théâtre des Champs-Elysées et salle Pleyel à Paris, Halle aux grains, à Toulouse, Wigmore Hall et Royal Albert Hall à Londres, ... et au cours des festivals les plus prestigieux : Aix-en-Provence, Chorégies d’Orange, Salzburg, Oviedo …
Elle enseigne aujourd'hui au Conservatoire à Rayonnement Régional de Marseille et dispense régulièrement des master-classes et récitals en France et en Corée du Sud
Elle est la sœur de l'organiste Olivier Vernet.

## Discographie
- Les Mélodies de Duparc, Gounod et Berlioz chez LIGIA (Harmonia Mundi),
- Del Destino aux côtés de son frère l'organiste Olivier Vernet,
- Œdipe chez EMI,
- Don Quichotte chez EMI
- Le Domino Noir chez DECCA,
- La Légende de Sainte-Cécile chez EMI,
- Les Classiques de Jacques Martin chez PHILIPS,
- Les Contes d'Hoffmann pour l'ouverture du nouvel opéra de Lyon.(DVD).
- Johann Ludwig Krebs : Ensemble In Ore Mel  Quatuor vocal (mezzo-soprano) chez Ligia Digital
- Les Orgues de la cote d'or avec Olivier Vernet  Motets chez Ligia Digital
- Musique sacrée à Monaco avec Olivier Vernet Motets chez Ligia Digital